# 高雄意誠堂

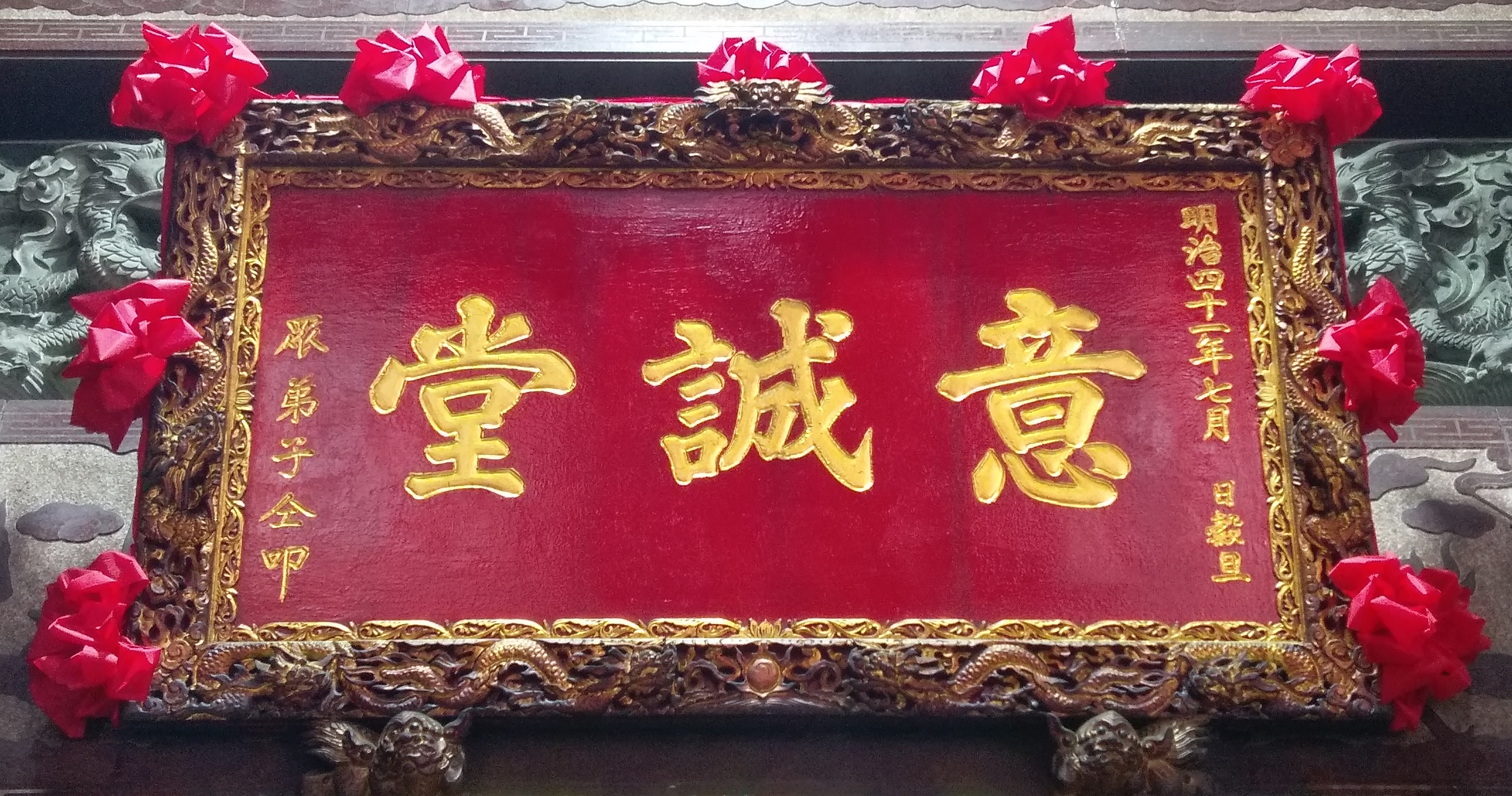
日治明治四十一年堂匾

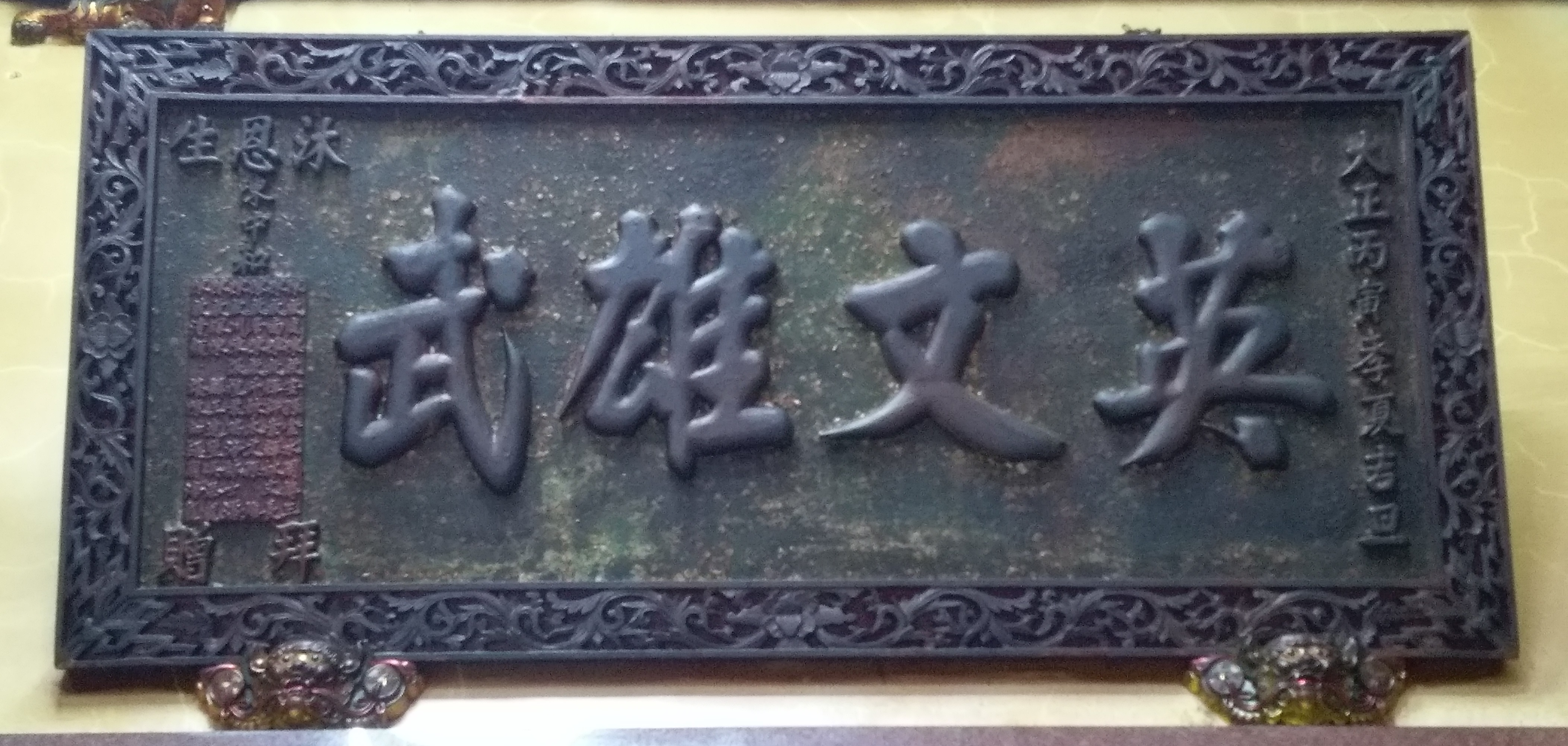
日治大正十五年匾額「英文雄武」

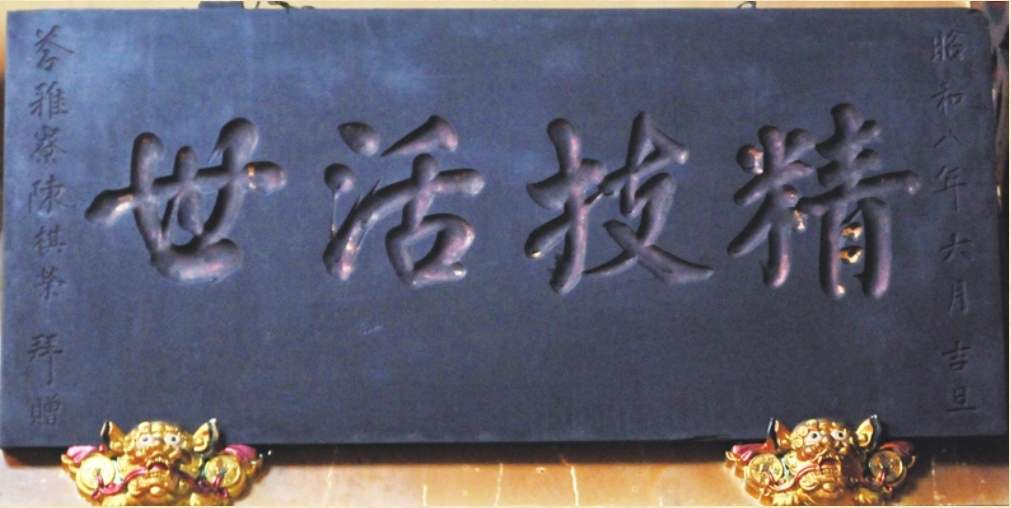
日治昭和八年匾額「精技活世」

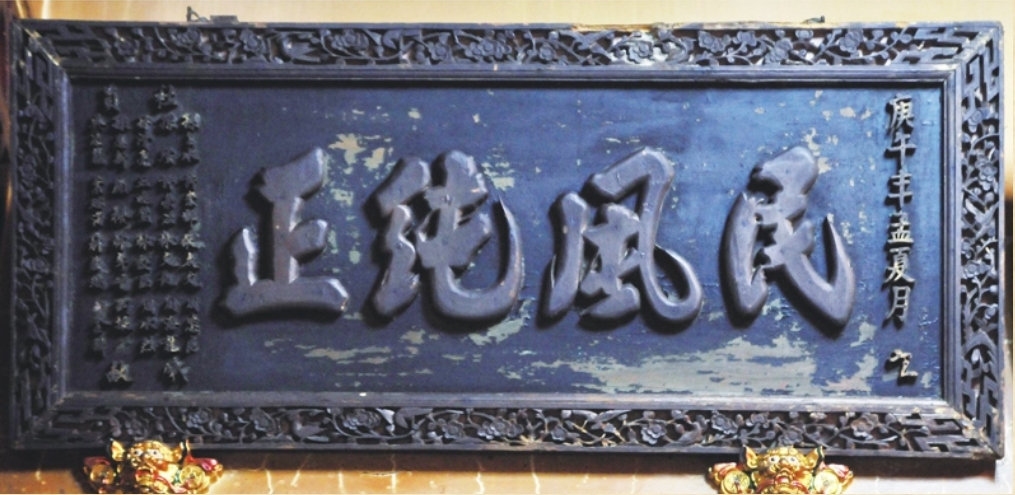
日治昭和五年匾額「民風純正」

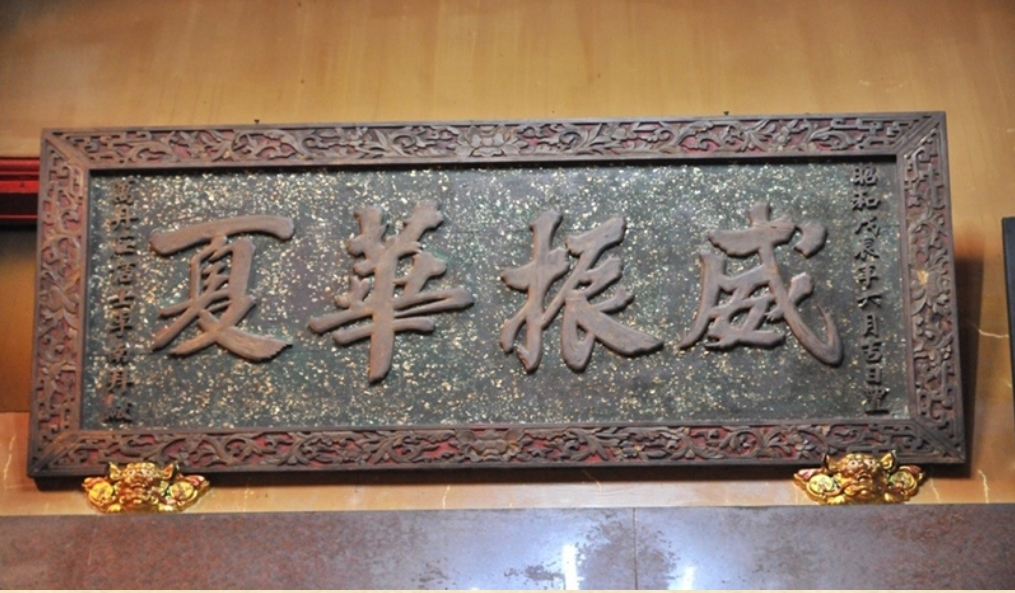
日治昭和三年匾額「威振華夏」

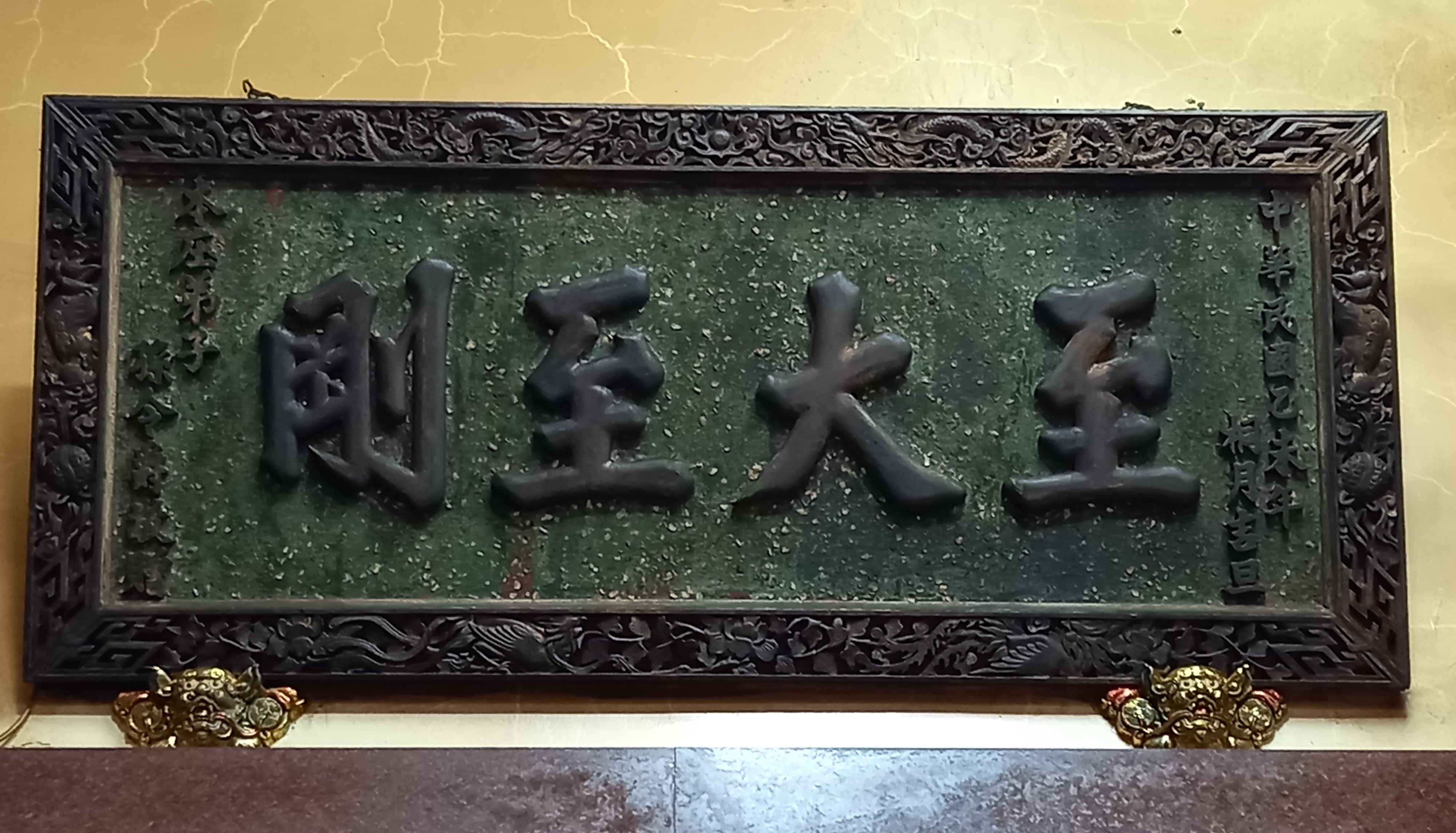
民國四十四年匾額「至大至剛」

高雄意誠堂，又稱「意誠堂關帝廟」，位於臺灣高雄市苓雅區次分區過田子，也是該地區的信仰中心，是一座關帝廟。
在日治時代末期，光復初期，當時廟名是同善社意誠堂。

## 祀神
- 正殿（一樓）：關聖帝君（配祀關平太子、周倉將軍）、諸葛武候、孚佑帝君、玄天上帝、保生大帝、海龍王、至聖先師（孔子）、中壇元帥、天上聖母、太上老君、福德正神、神農大帝、九天玄女、南宮柳星君、南天廖天君、王天君、張仙大帝、釋迦文佛、觀音菩薩、註生娘娘、地藏菩薩、齊天大聖。
- 凌霄寶殿（二樓）：玉皇上帝、三官大帝、南斗星君、北斗星君
- 文昌殿（二樓）：文昌帝君
- 太歲殿（二樓）：斗姥元君、太歲星君、太陽星君、太陰星君

## 歷史
臺灣日治時期，一名菜農「意伯」於自家菜園中築草寮，奉祀關聖帝君、孚佑帝君、諸葛武侯等，稱為三恩主，求神問卜。迨至明治四十一年（1908年）四月十四日孚佑帝君聖誕日，改草寮為土角厝，並以關帝為主神，扶鸞濟世，從此定名為「意誠堂」，以紀念「意伯之誠」。其後逐漸整修，由檀越陳中和家族等捐資，方有今貌。
意誠堂乞龜活動有記錄的追溯於民國76年，由當時的先人與信眾，共同創立共造，當時造作有罐頭，菸盒，飲料，麵線等等，堆砌成一個靈龜的雛形，後因集思廣益，才將餅乾，包裝精緻的糖果，及其可食用的速食品等，將其堆砌而成，經數十年經驗，及十方善信共襄盛舉，而成現今之乞龜規模。
意誠堂一般被視為綠營票倉，前高雄市長陳菊每年都受邀參加元宵節乞龜活動，蔡英文總統前往參拜時廟方更介紹大廳懸掛的匾額「英文雄武」與總統同名，但意誠堂主委、高市道教會理事長洪榮豊強調：「廟不偏藍綠，是政治人物自己分藍綠！」韓國瑜參選市長時，2018年8月3日，曾偕同國民黨主席吳敦義前往參拜。2019年9月，當選高雄市長的韓國瑜曾來此廟祈福，韓國瑜說，意誠堂長期照顧弱勢團體，大家應該為他們鼓鼓掌。
2019年1月19日，罷韓行動領導人「Wecare高雄」發起人尹立、公民割草發言人李醫師、基進黨新聞部副主任張博洋，以及高雄氣爆自救會長陳冠榮等「罷韓四君子」，由高雄市議員郭建盟陪同參拜本廟向關聖帝君稟告「罷韓」進度，祈求第二階段連署順利，能在卅天內取得卅萬份市民連署。
2019年2月16日，「罷韓四君子」與各罷韓團體代表與志工，參拜本廟，因罷免連署神速，僅僅十八日，就已突破卅萬份，四君子向關聖帝君還願，並獻上「功在高雄」匾額，同時備妥清茶素果、甜品金帛，感謝關聖帝君一路庇佑；由於先前罷韓活動雖然進展神速，也面臨許多不理性的韓粉攻擊，例如內門區不理性的韓粉姊弟恐嚇開車撞罷韓志工。臺南也有一家電池行掛上「罷韓純粹政治鬥爭，規避涉貪追查，尹立19標案百發百中，有公信力嗎？」的疑似詆毀布條，都被尹立一一提告。四君子也因為這些事件，而虔誠祈禱社會上暴戾之氣不再，罷韓順利成功，人員可以平安無事，臺灣同時也要挺過COVID-19的疫情
。

## 外部連結
- 高雄苓雅區公所-高雄意誠堂
- 高雄意誠堂官方網站 （页面存档备份，存于）
- 高雄意誠堂的Facebook專頁